# Voľa
Voľa (in ungherese Laborcfalva) è un comune della Slovacchia facente parte del distretto di Michalovce, nella regione di Košice.